# Prunet, Haute-Garonne
Prunet är en kommun i departementet Haute-Garonne i regionen Occitanien i södra Frankrike. Kommunen ligger i kantonen Caraman som tillhör arrondissementet Toulouse. År 2022 hade Prunet 149 invånare.

## Befolkningsutveckling
Antalet invånare i kommunen Prunet
Referens:INSEE